# جوزف اکران
جوزف اکران (انگلیسی: Joseph Achron؛ ‏ ۱۳ مهٔ ۱۸۸۶ – ۲۹ آوریل ۱۹۴۳) با نامِ اصلیِ «ایوسیف یولیوویچ آخرون» (روسی: Иосиф Юльевич Ахрон) آهنگساز و نوازندهٔ ویولن روسی‌الاصل اهل ایالات متحده آمریکا بود. وی بین سال‌های ۱۹۰۸ تا ۱۹۴۳ میلادی فعالیت می‌کرد.